# Мартінес (Каліфорнія)
Мартінес (англ. Martinez) — місто (англ. city) в США, в окрузі Контра-Коста штату Каліфорнія. Населення — 37 287 осіб (2020).
Мартінес відомий тим, що навколо нього знаходиться три нафтопереробні заводи, а на фарватері річки Сакраменто базуються військові кораблі США.

## Географія
Мартінес розташований  на південній стороні затоки Каркінес, північніше міста Конкорд (Каліфорнія) за координатами 37°59′59″ пн. ш. 122°6′50″ зх. д. / 37.99972° пн. ш. 122.11389° зх. д. (37.999635, -122.113903).  З'єднаний з містом Беніша (англ. Benicia) двома автомобільними і одним залізничним мостами. Місто розкинулося на горбистій мальовничій рівнині. За даними Бюро перепису населення США в 2010 році місто мало площу 34,02 км², з яких 31,42 км² — суходіл та 2,60 км² — водойми.

### Клімат
| Клімат : Мартінес                                       | Клімат : Мартінес | Клімат : Мартінес | Клімат : Мартінес | Клімат : Мартінес | Клімат : Мартінес | Клімат : Мартінес | Клімат : Мартінес | Клімат : Мартінес | Клімат : Мартінес | Клімат : Мартінес | Клімат : Мартінес | Клімат : Мартінес | Клімат : Мартінес |
| Показник                                                | Січ.              | Лют.              | Бер.              | Квіт.             | Трав.             | Черв.             | Лип.              | Серп.             | Вер.              | Жовт.             | Лист.             | Груд.             | Рік               |
| Абсолютний максимум, °C                                 | 28,3              | 26,7              | 31,1              | 36,7              | 40,0              | 43,9              | 46,1              | 43,3              | 42,2              | 39,4              | 30,0              | 26,7              | 46,1              |
| Середній максимум, °C                                   | 12,9              | 16,1              | 18,9              | 22,1              | 26,1              | 29,6              | 31,7              | 31,5              | 29,4              | 24,7              | 17,8              | 13,1              | 22,8              |
| Середній мінімум, °C                                    | 3,7               | 5,2               | 6,7               | 7,6               | 9,7               | 11,8              | 12,5              | 12,4              | 11,8              | 9,4               | 6,2               | 3,6               | 8,4               |
| Абсолютний мінімум, °C                                  | −6,7              | −5,6              | −1,7              | −1,7              | 1,1               | 4,4               | 5,0               | 5,6               | 4,4               | 1,1               | −4,4              | −7,2              | −7,2              |
| Норма опадів, мм                                        | 100               | 92                | 74                | 30                | 12                | 3                 | 1                 | 1                 | 5                 | 24                | 64                | 87                | 492               |
| ------------------------------------------------------- | ----------------- | ----------------- | ----------------- | ----------------- | ----------------- | ----------------- | ----------------- | ----------------- | ----------------- | ----------------- | ----------------- | ----------------- | ----------------- |
| Джерело: Western Regional Climate Center (1906-present) |                   |                   |                   |                   |                   |                   |                   |                   |                   |                   |                   |                   |                   |

## Демографія
Згідно з переписом 2010 року, у місті мешкали 35 824 особи в 14 287 домогосподарствах у складі 9173 родин. Густота населення становила 1053 особи/км².  Було 14976 помешкань (440/км²).
Расовий склад населення:
| - 77,1 % — білих - 8,0 % — азіатів - 3,6 % — чорних або афроамериканців - 0,7 % — корінних американців - 0,3 % — вихідців з тихоокеанських островів - 4,0 % — осіб інших рас |

До двох чи більше рас належало 6,3 %. Частка іспаномовних становила 14,7 % від усіх жителів.
За віковим діапазоном населення розподілялося таким чином: 20,5 % — особи молодші 18 років, 67,4 % — особи у віці 18—64 років, 12,1 % — особи у віці 65 років та старші. Медіана віку мешканця становила 42,2 року. На 100 осіб жіночої статі у місті припадало 96,9 чоловіків;  на 100 жінок у віці від 18 років та старших — 94,8 чоловіків також старших 18 років.
Середній дохід на одне домашнє господарство  становив 101 252 долари США (медіана — 87 959), а середній дохід на одну сім'ю — 113 240 доларів (медіана — 101 447). Медіана доходів становила 68 328 доларів для чоловіків та 58 678 доларів для жінок. За межею бідності перебувало 6,1 % осіб, у тому числі 5,7 % дітей у віці до 18 років та 6,9 % осіб у віці 65 років та старших.
Цивільне працевлаштоване населення становило 19 560 осіб. Основні галузі зайнятості: освіта, охорона здоров'я та соціальна допомога — 24,2 %, науковці, спеціалісти, менеджери — 12,7 %, фінанси, страхування та нерухомість — 10,5 %, роздрібна торгівля — 10,1 %.

## Галерея

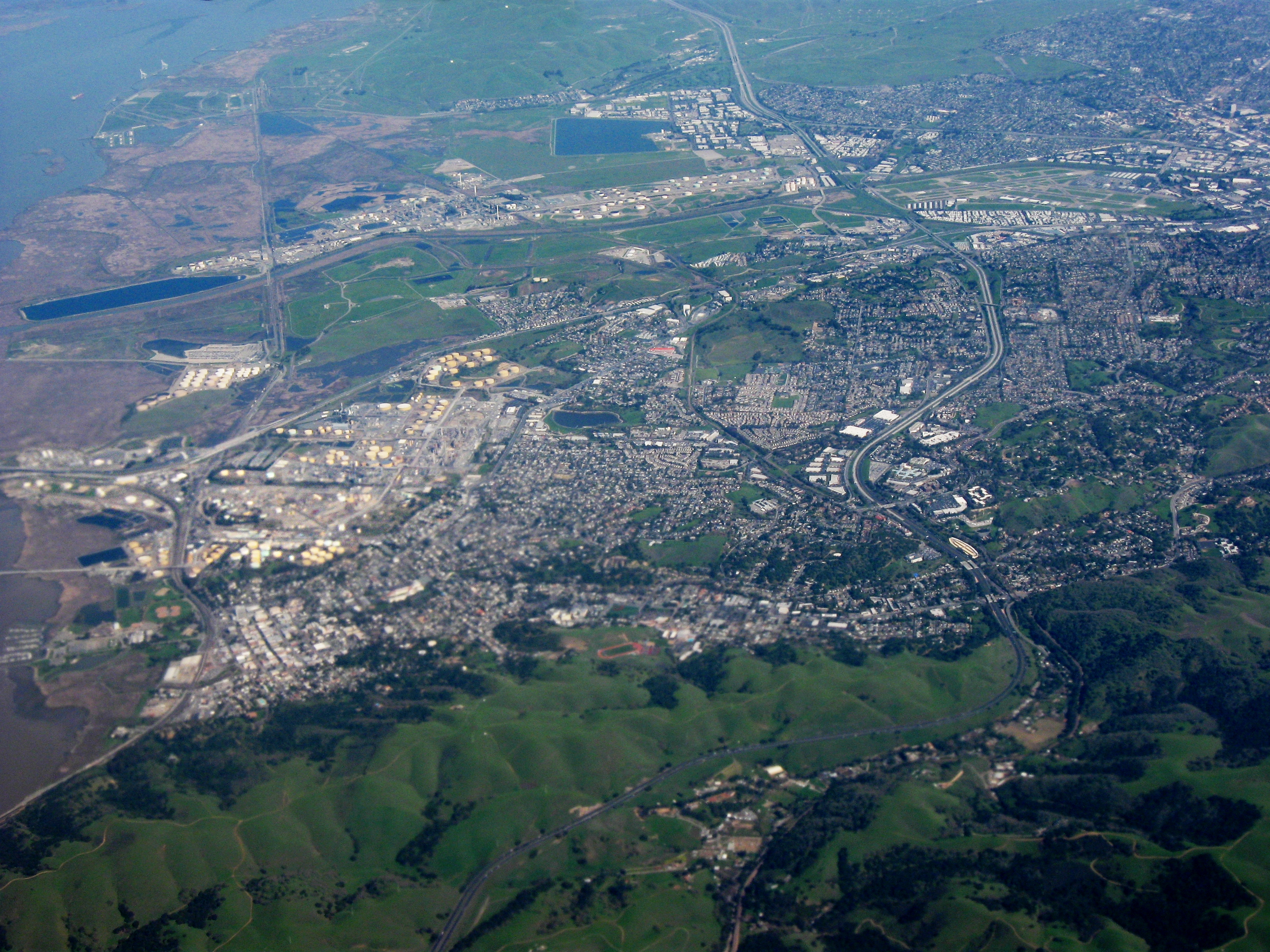
Мартінес
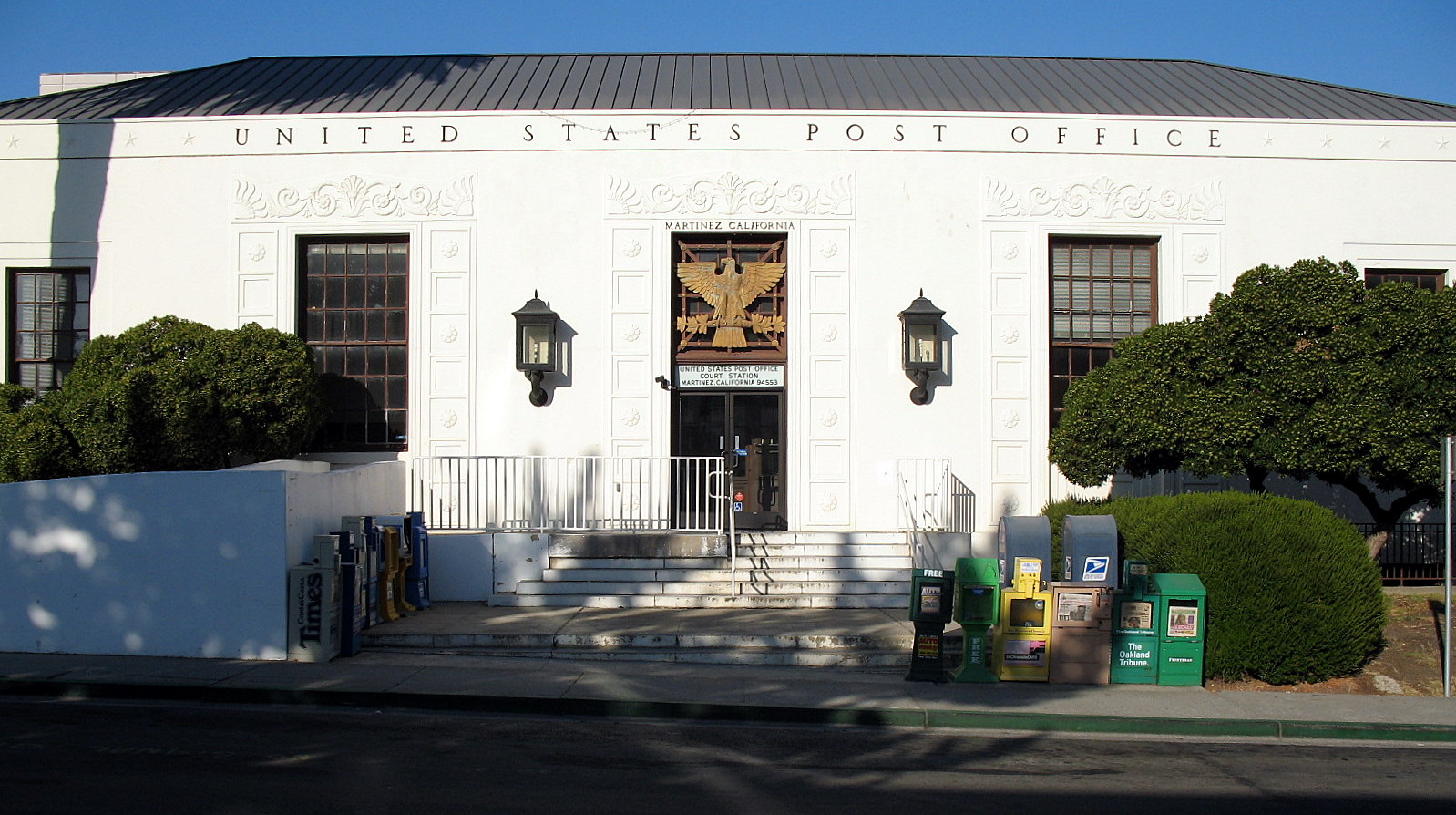
Пошта
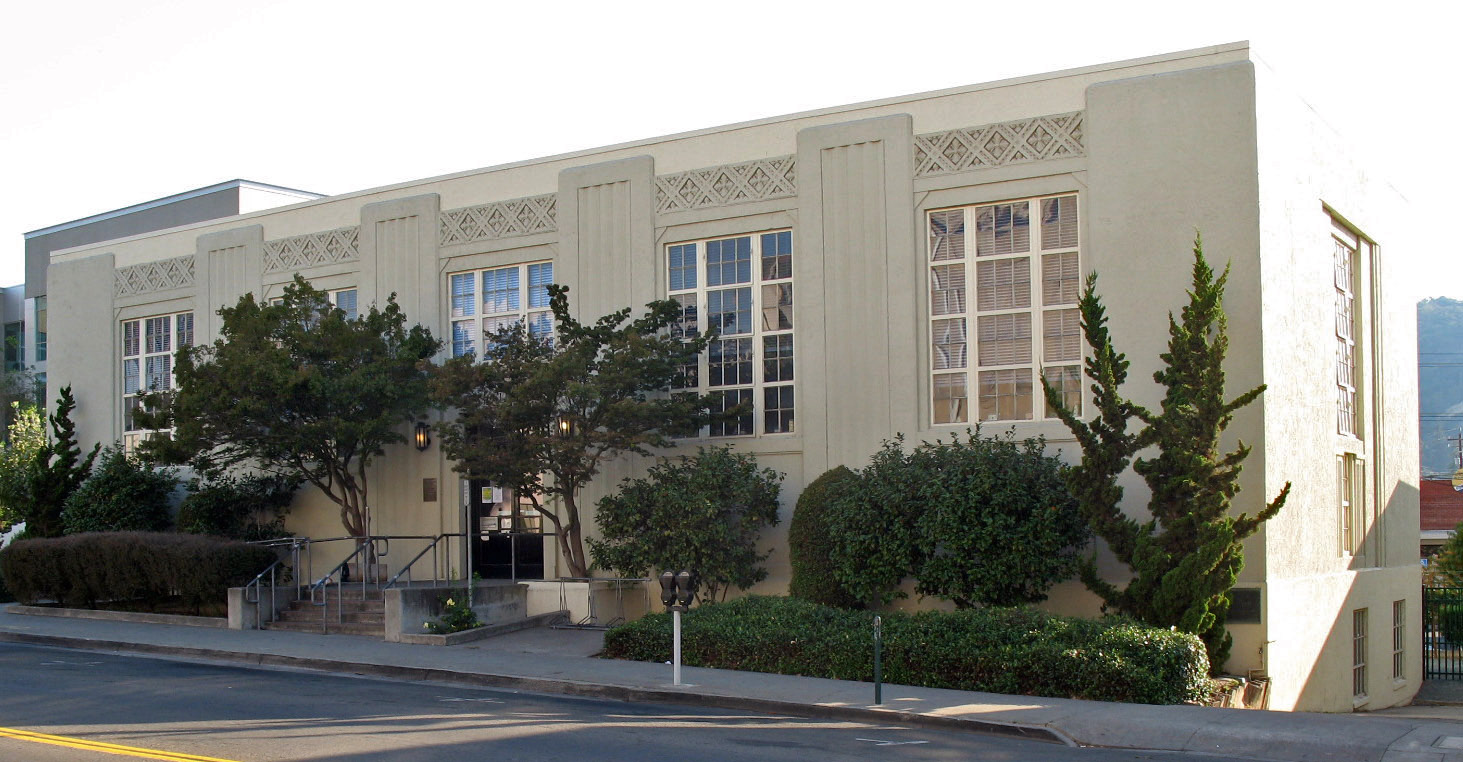
Бібліотека
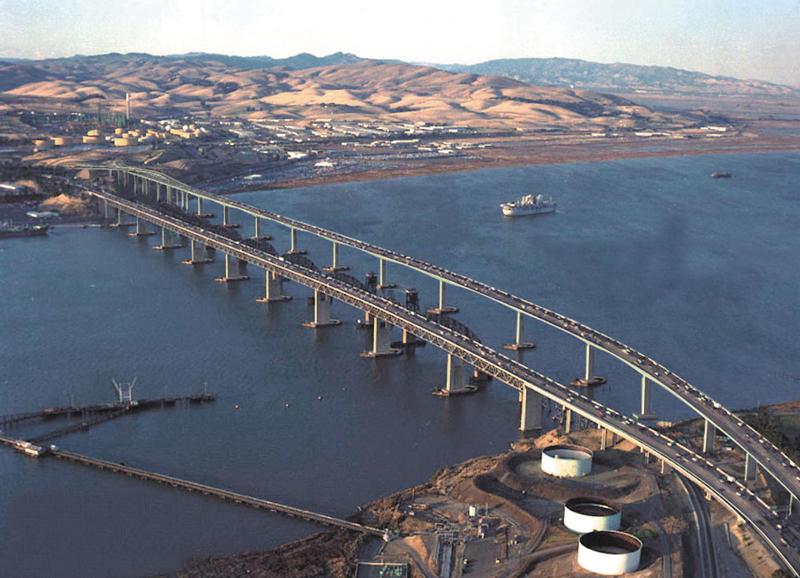
Міст Бениша — Мартінес